# Isoniazide
Pour les articles homonymes, voir INH.
L'isoniazide (INH), également appelé isonicotinyl hydrazine ou hydrazide de l'acide isonicotinique est un dérivé de l'acide isonicotinique. 
C'est un antibiotique utilisé en première intention pour la prévention et le traitement de la tuberculose latente et de la tuberculose active. L'antibiotique est efficace contre les mycobactéries, en particulier Mycobacterium tuberculosis, mais également contre des mycobactéries atypiques comme Mycobacterium kansasii (en) et Mycobacterium xenopi (en).
Cette molécule est synthétisée au début du XXe siècle, mais son activité contre la tuberculose n'est signalée pour la première fois que dans les années 1950. Elle fait partie de la liste des médicaments essentiels de l'Organisation mondiale de la santé. L'isoniazide agit en bloquant la synthèse de l'acide mycolique, molécule indispensable des parois cellulaires des mycobactéries, entraînant la mort des mycobactéries intracellulaires ou extracellulaires. La prise de cet antibiotique peut entraîner une inflammation du foie mais aussi parfois une inflammation des nerfs périphériques.

## Usage médical

### Traitement
L'isoniazide est utilisé dans le traitement des infections tuberculeuses latentes et actives. Dans le traitement de la tuberculose active et afin de limiter le développement de résistance et pour raccourcir la durée du traitement, l'isoniazide est administré, pour un patient adulte, quotidiennement en polythérapie avec d'autres antibiotiques, la pyrazinamide, l'éthambutol et la rifampicine pendant 2 mois puis en association avec la rifampicine pendant 4 autres mois. Pour un patient enfant, la polythérapie est composée de rifampicine, de pyrazinamide et d'isoniazide pendant deux mois, puis de rifampicine et d'isoniazide les quatre mois suivants.
L'isoniazide est utilisé comme traitement prophylactique pour les populations suivantes :
- les personnes infectées par le VIH et présentant une induration d'au moins 5 mm au test Mantoux ;
- les personnes au contact de malade de la tuberculose et qui présentent une induration d'au moins 5 mm ;
- les personnes qui, après un test Mantoux négatif, voient le test devenir positif dans les deux ans et présentant une induration d'au moins 10 mm pour les personnes de plus de 35 ans et d'au moins 15 mm pour les patients de moins de 35 ans ;
- les personnes atteintes de lésions pulmonaires visibles sur leur radiographie pulmonaire susceptibles d'être dues à la tuberculose, guéries et présentant une induration d'au moins 5 mm ;
- les utilisateurs de drogues injectables dont le statut VIH est négatif qui présentent une induration au test Mantoux d'au moins 10 mm ;
- Les personnes ayant une induration supérieure ou égale à 10 mm, nées à l'étranger dans les régions de prévalence élevée, issues de populations à faible revenu[6].

### Population spécifique
La prise d'isoniazide pour la femme enceinte dans le cas d'un traitement préventif contre la tuberculose est retardée à après la naissance de l'enfant. En revanche, pour des femmes enceintes ou allaitantes atteintes de tuberculose active, le médicament est recommandé. Les mères qui allaitent excrètent une concentration relativement faible et non toxique d'isoniazide dans le lait maternel qui n’entraîne que de faibles risques d'effets secondaires pour leurs bébés. Les femmes enceintes, allaitantes et leurs nourrissons traités à l'isoniazide, doivent prendre de la vitamine B6 dans sa forme de pyridoxine pour réduire au minimum le risque de lésions des nerfs périphériques.
La prise de vitamine B6 est également recommandée pour les patients souffrant d'alcoolisme, de diabète, de malnutrition ou présentant une insuffisance rénale ou une infection au VIH. Les personnes touchées par un dysfonctionnement de leur fonction hépatique ont un risque plus élevé de déclarer une hépatite provoquée par l'isoniazide, les doses de ce médicament doivent être diminuées. Toutes les classes de patients décrites dans ce paragraphe doivent régulièrement contrôler leurs taux d'enzymes hépatiques dans le sang pour identifier le plus rapidement possible le développement d'une hépatite provoquée par l'isoniazide.

### Sensibilité d'espèces pathogènes
| Micro-organisme                           | CMI50 (μg/ml) | CMI90 (μg/ml) | gamme (μg/ml) |
| ----------------------------------------- | ------------- | ------------- | ------------- |
| Mycobacterium tuberculosis                | 0.25          | 64            | 0.06 - 64     |
| Mycobacterium tuberculosis multirésistant | >12.5         | >100          | ? - ?         |
| Mycobacterium kansasii (en) (ATCC 12478)  | -             | -             | 2 - ?         |
| Mycobacterium xenopi (en) (ATCC 19970)    | -             | -             | 0.125 - ?     |

## Effets secondaires
Le principal risque lié à la prise d'isoniazide est une augmentation sensible du risque d'hépatite sévère voire mortelle avec un taux de 0,3 % pour les patients de 21 à 35 ans et supérieur à 2 % pour les patients âgés de 50 ans et plus. La toxicité hépatique liée à la prise d'isoniazide est observée chez les patients dans les deux premiers mois de traitement pour 50 % des cas. Elle est caractérisée par des nausées, des vomissements, des douleurs abdominales, une urine foncée, des douleurs au quadrant supérieur droit et une perte d'appétit.
Des traitements à 6mg/kg par jour ou plus avec de l'isoniazide peuvent provoquer des neuropathies périphériques pouvant toucher jusqu'à 20 % des patients. La prise d'isoniazide peut provoquer des réactions gastro-intestinales comme des nausées et des vomissements. Des réactions d'hypersensibilité sont également fréquentes et peuvent présenter une éruption maculo-papuleuse et de la fièvre.
Au niveau sanguin, l'isoniazide peut entraîner une diminution sensible de la production de globules rouges, de plaquettes et de globules blancs par la moelle osseuse générant une anémie aplasique, une thrombocytopénie ou une agranulocytose.
La prise de cette molécule est associée à une excrétion accrue de pyridoxine pouvant entraîner une carence. Cette carence induite par l'isoniazide limite l'activité de l'acide d-aminolévulinique synthase, enzyme impliquée dans la synthèse de l'hème, et donc le nombre d'hèmes disponibles pour les globules rouges précoces, conduisant à l'anémie sidéroblastique.
Un traitement à l'isoniazide peut également entraîner des maux de tête, un manque de concentration, un gain de poids, une mauvaise mémoire, voire l'insomnie, la dépression ou des troubles psychotiques. Les patients présentant avant le traitement des comportements suicidaires ou des penchants dépressifs sont plus sensibles et doivent être surveillés durant la durée de la prise du médicament,.

## Interactions médicamenteuses
L'association d'isoniazide et de paracétamol peut être dangereuse. L'isoniazide induit une enzyme du foie qui provoque la métabolisation du paracétamol en une forme toxique. 
La prise d'isoniazide avec les molécules suivantes : carbamazépine, kétoconazole, phénytoïne ou acide valproïque entraine une augmentation de la concentration de ces dernières, causée par une baisse de leur métabolisation. Il est nécessaire de contrôler régulièrement l'évolution des concentrations.

## Mécanisme d'action
L'isoniazide est une prodrogue qui, pour être efficace, nécessite d'être activée par une enzyme bactérienne catalase peroxydase, appelée mtCP codée par le gène KatG chez Mycobacterium tuberculosis. 
La protéine mtCP couple l'acyl isonicotinique avec le NADH pour former un complexe acyl-NADH isonicotinique.
Ce complexe se lie étroitement à la Énoyl-[acyl-carrier-protein] réductase (NADH), appelée InhA codé par le gène InhA, bloquant ainsi le substrat naturel énoyl-AcpM et l'action de l'Acide gras synthase. Ce processus inhibe la synthèse des acides mycoliques, qui sont des composants essentiels de la paroi cellulaire mycobactérienne. L'activation de l'isoniazide par KatG produit également une gamme de radicaux comme le monoxyde d'azote,, ce dernier a un rôle important dans l'activation d'un autre promédicament antimycobactérien : le prétomanide.
L'isoniazide est une molécule bactéricide pour les mycobactéries à division rapide, mais elle est en revanche bactériostatique si les mycobactéries sont à croissance lente. Cette molécule inhibe le système du cytochrome P450 et agit comme une source de radicaux libres.

## Divers
L'isoniazide est synthétisé au début du XXe siècle, son activité contre la tuberculose est identifiée pour la première au début des années 1950 quand le médicament est testé à Many Farms dans une communauté navajo qui n'était pas traitée à la streptomycine, le principal traitement de la tuberculose à l'époque. L'isoniazide fait partie de la liste des médicaments essentiels de l'Organisation mondiale de la santé (liste mise à jour en avril 2015).
En chromatographie, l'isoniazide peut être également utilisé pour différencier les différents degrés de conjugaison dans des composés organiques bloquant un groupe fonctionnel cétone. Le test fonctionne par formation d'une hydrazone détectée par son déplacement bathochrome.